# Christophe Darbellay

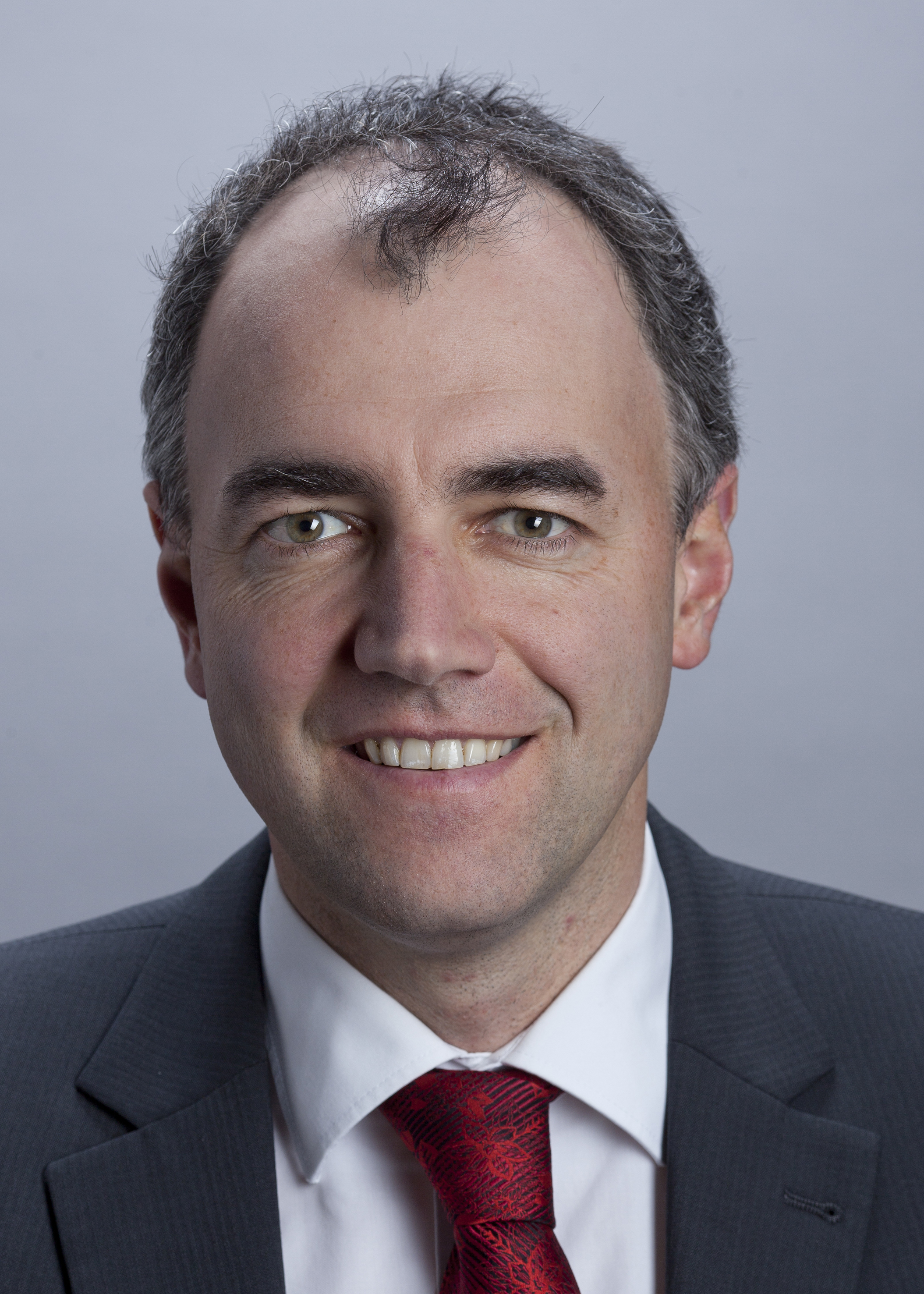
Christophe Darbellay (2011)

Christophe Darbellay (* 7. März 1971 in Martigny; heimatberechtigt in Liddes) ist ein Schweizer Politiker (Die Mitte, vormals CVP). Seit 2017 ist er Staatsrat des Kantons Wallis. Von 2003 bis 2015 gehörte er dem Nationalrat an. Von 2006 bis 2016 präsidierte er die CVP Schweiz.

## Leben
Darbellay wuchs in Martigny auf. Nach erfolgreich abgeschlossenem Studium der Agrarwissenschaft an der ETH Zürich arbeitete Darbellay zuerst in Bern und Lausanne in der Privatwirtschaft, bevor er als Vize-Direktor des Bundesamtes für Landwirtschaft dreieinhalb Jahre in Bern verbrachte.
Christophe Darbellay begann seine Politkarriere bei der Christlichsozialen Partei (CSP) in der Sektion Unterwallis. Auf deren Wahllisten kandidierte er mehrmals für politische Ämter. Bei den Schweizer Parlamentswahlen 1999 kandidierte er für die Christlichsoziale Partei Unterwallis als Ständerat, wobei er nicht gewählt wurde, aber überraschend viele Stimmen erzielte. Kurz darauf wechselt er zur deutlich grösseren CVP.
Bei den Wahlen 2003 wurde er – als damals jüngstes Mitglied seiner Fraktion – in den Nationalrat gewählt. Von 2004 bis 2008 war er Geschäftsführer der Gesellschaft Schweizer Tierärztinnen und Tierärzte. Nach der Wahl von Doris Leuthard, der damaligen Parteipräsidentin, in den Bundesrat wählte ihn seine Partei am 2. September 2006 zu ihrem Nachfolger. Er blieb bis 2016 im Amt, Nachfolger wurde Gerhard Pfister.
Von 2012 bis 2017 war Darbellay Präsident des Schweizer Casino Verbandes, auf ihn folgte Beat Vonlanthen.
Im März 2017 wurde Darbellay mit 54'338 Stimmen in die Walliser Regierung gewählt, im März 2021 wurde er im Amt bestätigt. Er steht dem Departement für Volkswirtschaft und Bildung vor. Von 1. Mai 2023 bis zum 30. April 2024 ist er Regierungspräsident, zuvor bereits vom 1. Mai 2020 bis zum 30. April 2021.

## Politische Positionen
Nach Smartvote ist Darbellay ein gemässigter, zurückhaltend konservativer Politiker. Im Parlamentsspiegel, basierend auf dem Abstimmungsverhalten der Parlamentarier während der 48. Legislatur, lag er in der Mitte seiner Partei.
Später machte sich Darbellay zunehmend auch für grüne Anliegen stark. Er forderte die Reduktion von Treibhausgas-Emissionen und Investitionen in erneuerbare Energien. In der Wirtschaftspolitik markierte er Distanz zum Neoliberalismus und verteidigte staatliche Eingriffe in die Wirtschaft.

## Privates
Darbellay ist verheiratet und hat vier Kinder, davon drei mit seiner Ehefrau Florence Carron Darbellay, die bis 2024 Gemeindepräsidentin von Martigny-Combe war. Er wohnt in Martigny-Combe und ist der Neffe von Alt-Nationalrat Vital Darbellay (CVP).